# Georgui Karlovitch Stark
Pour les articles homonymes, voir Stark.
Ne pas confondre avec son cousin aussi amiral Oskar Viktorovitch Stark
Georgui Karlovitch Stark (en russe : Георгий Карлович Старк) né le 20 octobre 1878 à Saint-Pétersbourg (Empire russe), et mort le 2 mars 1950 en région parisienne, était un officier de marine et amiral russe, connu pour ses engagements pendant la guerre civile russe.

## Biographie

### Origines et premières années
Les ancêtres de Stark au début du XVIIIe siècle sont venus de Suède vers la Russie et d'Écosse vers la Suède. Ils appartenaient au sept Stark du clan Highlander Robertson. En 1818, les ancêtres du contre-amiral reçurent la noblesse russe.
Georgui Stark est né à Saint-Pétersbourg. Son père, Karl Alexandrovitch Stark (1845-1883), est diplômé de l'école de droit militaire et a ensuite ouvert une étude de notaire. En 1880, la famille part pour l’Amérique, où réside une importante diaspora écossaise. Mais deux ans plus tard, les Stark retournèrent en Europe. Après avoir vécu six mois à Dresde, ils retournèrent en Russie. Karl Stark a loué une ferme près de Novorossiïsk. Mais alors que la famille commençait déjà à s'installer dans le nouveau lieu, le 1er novembre 1883, il fut tué par des voleurs qui espéraient en profiter, mais trouvèrent plusieurs dizaines de roubles dans la maison.

### Débuts dans l'armée
Après la mort de leur père, la famille décide de retourner à Saint-Pétersbourg. En 1891, Georgui Stark entre dans le Corps des cadets de la Marine. Son cousin, l'amiral Oskar Viktorovitch Stark, a joué un rôle décisif dans son choix. À la veille de la guerre russo-japonaise, O. V. Stark commandait le 1er escadron du Pacifique. Une baie et un détroit de la mer du Japon, près de Vladivostok, portent son nom.
Au cours de ses années dans le Corps des cadets de la Marine, Stark était considéré comme l'un des meilleurs élèves-officiers en mathématiques et en sciences marines exactes. En 1898, il est diplômé du Corps des cadets de la Marine, est promu au grade de premier officier et s'est enrôlé dans le 15e équipage naval, situé à Kronstadt. En 1904, Stark fut nommé officier des mines sur le nouveau croiseur de 1er rang Aurora. Près d'une décennie de sa vie a été associée à ce navire. Lorsque la guerre russo-japonaise a commencé, l'officier supérieur des mines G. Stark a effectué un voyage autour de l'Afrique à bord de l'Aurora au sein du 2e escadron du Pacifique. Le 2 octobre 1904, l'Aurora quitte Libau. Le 1er mai 1905, ils atteignirent la baie de Van Fong, d'où l'escadre se dirigea vers Vladivostok. Le 14 mai, Stark participe à la bataille de Tsushima contre la flotte japonaise. À ce moment-là, lorsque des fragments d'un obus ennemi qui a explosé près de la tourelle ont volé à travers la fente d'observation, Stark était à côté du commandant de l’Aurora, le capitaine de 1er rang E.R. Egoriev. Le commandant a été tué et Stark a été blessé. Après la fin de la bataille de Tsushima, les croiseurs Aurora, Oleg et Jemtchoug furent internés et stationnés à Manille. Les équipages des navires attendaient la fin de la guerre et la signature d'un traité de paix. Ce n'est qu'après cela que les croiseurs russes purent regagner leurs côtes natales. Pour distinction militaire, Stark a reçu l'Ordre de Sainte-Anne, 3e classe avec épées et ruban.
En 1912, Stark est promu capitaine de 2e rang et reçoit l'Ordre du Griffon de Mecklembourg-Schwerin, 4e classe. Il commandait les destroyers Silny (1912-1914), Strachny (1914-1916), Donsky Kazak, les 5e et 12e divisions de destroyer. Il a participé à de nombreuses opérations et batailles militaires et a été impliqué dans la pose de champs de mines près de Vindava, qui ont endommagé plusieurs destroyers et croiseurs allemands. Le 22 septembre 1915, « pour avoir accompli dix-huit campagnes navales de six mois et participé à des batailles », il reçut l'Ordre de Saint-Vladimir, IV degré avec épées et arcs. Le 6 décembre 1916, il est promu au grade de capitaine de 1er rang. En 1917, il commanda la division des mines de la flotte baltique. Le 28 juillet 1917, il est promu contre-amiral.

### Sous la guerre civile russe
Il n'accepte pas la révolution d'Octobre, et est licencié le 3 avril 1918. Il arrive à Kazan en août 1918, rejoint l'armée de Komoutch et dirige la flottille blanche de la Volga. Après avoir quitté le bassin de la Volga, il a agi sur les rivières Kama et Belaïa. Nommé par Alexandre Koltchak pour former une brigade à Krasnoïarsk (décembre 1918), puis une division de fusiliers navals, à la tête de laquelle il parcourut toute la retraite des armées blanches en Sibérie. Il se retire avec les troupes du lieutenant-général (1919) Vladimir Kappel. Tombé malade du typhus, il traversa le lac Baïkal en février 1920 dans ses bras dans un état inconscient. Il a été soigné à Harbin.

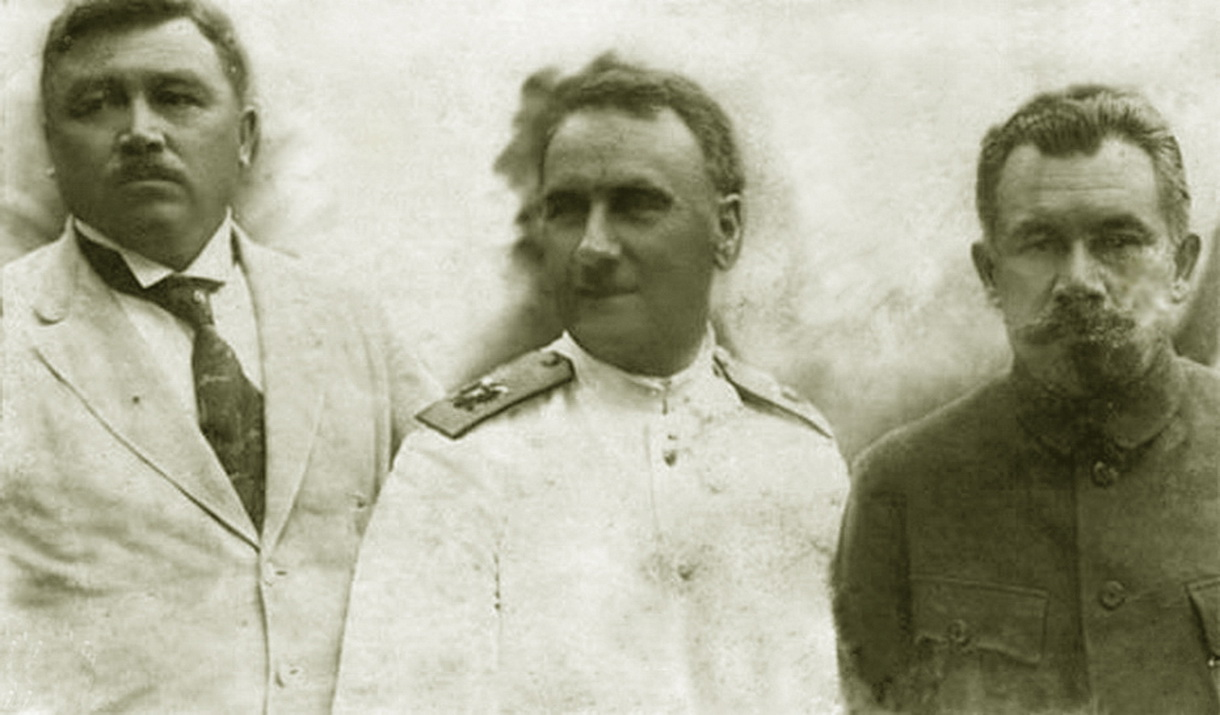
De gauche à droite : le ministre des Affaires étrangères ND Merkoulov, l'amiral GK Stark (au centre) et SD Merkoulov, président du gouvernement provisoire du Priamour.

Le 17 juin 1921, il arriva de Harbin à Vladivostok à la demande du gouvernement provisoire du Priamour et le lendemain, sur ordre du gouvernement provisoire de Priamour, il dirigea la flottille militaire sibérienne, la dernière association active de navires de la Flotte russe sous le pavillon de Saint-André. L'amiral a proposé son programme d'action pour restaurer l'efficacité au combat de la flottille sibérienne. Pour accroître la discipline et la responsabilité des marins, Stark a tout d'abord restauré les bretelles à l'ancienne de la flotte et a ordonné à tous les membres du service d'être traités conformément aux grades qui leur étaient attribués. Sur ses ordres, les réparations des navires coulés et pillés de la flottille sibérienne ont commencé et les équipages des navires ont été complétés. Il expulsa les incompétents, les fainéants et les marins emportés par les idées révolutionnaires. L'innovation militaire de Stark fut la création du Conseil de Guerre. En peu de temps, grâce à ces mesures, la flottille sibérienne s'est transformée en une force prête au combat,.
Pendant les jours du coup d'État de juin 1922 à Vladivostok, Stark, se rendant compte de l'impuissance du gouvernement de Merkoulov, lui resta fidèle et défendit le bâtiment où le gouvernement se réunissait, envoyant des tirailleurs de la marine pour maintenir l'ordre à Vladivostok. Le 4 juin 1922, par décret gouvernemental, l'amiral Stark fut doté de pouvoirs dictatoriaux, il fut nommé commandant de toutes les forces armées du gouvernement provisoire du Priamour et resta en même temps commandant de la flottille sibérienne. Le 11 juin, Stark a démissionné de ce poste. Le départ du gouvernement Merkoulov n'a pas affecté la position élevée de l'amiral. Le 10 août, le général Mikhail Dieterichs, arrivé au pouvoir, nomme G. K. Stark assistant dans l'unité navale avec les droits de ministre de la Marine, lui réservant le poste de commandant de la flottille sibérienne. En septembre, l'amiral est nommé au poste de chef de la zone arrière. Stark a restauré et mis en ordre un nombre important de navires, les préparant à l'évacuation des restes des forces blanches et des réfugiés,.

### Fuite et exil
Le 23 octobre 1922, Stark retire de Vladivostok les restes de la flottille sibérienne, avec à son bord 10 000 réfugiés. Au total, 25 navires ont quitté Vladivostok, puis ils ont été rejoints par des navires du Kamtchatka et de la mer d'Okhotsk et le nombre de fanions de la flottille est passé à 30 : la canonnière Mandtchour (ru), les transports auxiliaires, les bateaux à vapeur, les remorqueurs militaires, les navires et autres bateaux. Fin novembre 1922, la flottille arrive au port coréen de Genzan, alors sous occupation japonaise. Stark a justifié cet arrêt par le fait que « ce port, en tant que point le plus proche relié par chemin de fer à la Mandchourie, a été planifié dans l'espoir que nous pourrions décharger les navires des réfugiés et gagner une certaine liberté opérationnelle avec la flottille ». Les Japonais n'ont pas permis aux Russes de débarquer.
Le 4 novembre 1922, Stark, par l'intermédiaire de l'amiral B.P. Doudorov, reçut un télégramme de l'ancien directeur de l'ambassade de Russie à Tokyo, D.I. Abrikossov, selon lequel le ministère de la Marine japonaise annonçait que le gouvernement japonais avait décidé d'interdire le stationnement de longue durée de la flottille dans les ports japonais.
Après avoir quitté Genzan, Stark emmena la flottille vers Fousan, et, selon la presse étrangère, le navire Mandtchour fut vendu aux Japonais avec tout son équipement militaire. Cependant, là aussi, les Japonais ont interdit aux réfugiés de débarquer. Alors Stark a décidé de partir pour Shanghai. Dans le même temps, l'amiral s'engage à ce que la flottille n'entrerait plus dans aucun port japonais. Il restait 11 navires à Genzan sous le commandement du contre-amiral Vassili Bezoïr.

### Hors de Russie
À Fousan, Stark reçut la visite de l'attaché naval de l'URSS Vladimir Belli, un ancien collègue de Stark, avec une proposition de renvoyer la flottille en Russie. Sachant que l'amiral n'avait eu aucune information sur sa famille depuis huit ans, Belli lui rendit visite à Petrograd et donna une photo à Stark. Il proposa à Stark une amnistie au nom du Comité exécutif central panrusse en échange du retour de la flottille, mais fut refusée. Le 5 décembre 1922, la flottille arrive à Shanghai, où elle débarque des civils, puis aux Philippines. À son arrivée à Manille, G. K. Stark vendit les restes de la flottille et des bateaux à vapeur de la flotte volontaire. L'amiral a partagé tout l'argent récolté grâce à la vente et la petite réserve d'or retirée lors de l'évacuation, à parts égales entre les grades inférieurs et les officiers de l'ancienne flottille militaire sibérienne. Un rapport financier et militaro-politique sur la flottille a été envoyé au grand-duc Nikolaï Nikolaïevitch,.
Il s'installe ensuite à Paris, où il travaille comme chauffeur de taxi pendant de nombreuses années. Il n'a pas participé à des activités politiques. Lors de l'occupation de Paris par les Allemands (1940-1944), il refuse de coopérer avec les autorités allemandes. Il est ensuite président de l'Association des anciens officiers de la marine impériale russe (1946-1949). Il décède près de Paris le 2 mars 1950. Il a été inhumé au cimetière Sainte-Geneviève-des-Bois,.

## Hommages
Au début des années 2000, à Vladivostok, en mémoire de l'exode russe, une croix orthodoxe a été érigée sur l'île Rousski avec l'inscription « À tous ceux qui ont aimé mais qui ont quitté leur patrie ». Un an plus tard, ils ont apporté un sanctuaire de Californie - le drapeau de Saint-André, qui flottait autrefois sur l'un des navires de la flottille sibérienne.
En 2013 est sortie la série « Montagnes Rouges », dont les premiers épisodes montrent Vladivostok pendant la guerre civile. Le rôle de Stark a été joué par Arnis Līcītis.